# Sender Freienfeld
Der Sender Freienfeld ist ein Hauptsender der RAS und deckt gemeinsam mit dem Sender Eisacktal den Großraum Sterzing ab. Dieser Sender wird mitbenutzt von RAI, Mediaset, Radio 2000, Radio Italia Anni 60, Radio Tirol, RGW, RTL102,5, Südtirol1, Vodafone, Wind, Zivilschutz, Brennercom und Antea. Dieser Sender deckt gemeinsam mit dem Sender Flans das Gebiet zwischen Freienfeld und Mauls ab. Dieser Sender deckt gemeinsam mit dem Sender Plose das Gebiet mit den DAB Programmen zwischen Freienfeld und Franzensfeste ab.

## UKW-Sender
| Sender               | Sendeleistung | Frequenz  |
| -------------------- | ------------- | --------- |
| Ö3                   | 0,3 kW        | 94,1 MHz  |
| RAI RADIO1           | 0,25 kW       | 88,0 MHz  |
| RTL 102,5            | 0,1 kW        | 89,7 MHz  |
| Radio Tirol          | 0,1 kW        | 91,2 MHz  |
| RAI Radio 2          | 0,25 kW       | 91,6 MHz  |
| Südtirol 1           | 0,1 kW        | 92,8 MHz  |
| RAI Radio 3          | 0,25 kW       | 95,7 MHz  |
| Radio Tirol          | 0,3 kW        | 96,7 MHz  |
| Rai Südtirol         | 0,25 kW       | 97,7 MHz  |
| RAI Isoradio         | 0,25 kW       | 103,3 MHz |
| Österreich 1         | 0,3 kW        | 104,0 MHz |
| Radio Italia Anni 60 | 0,1 kW        | 104,3 MHz |
| Radio 2000           | 0,1 kW        | 105,1 MHz |
| Radio Grüne Welle    | 0,1 kW        | 106,8 MHz |

## DAB/DAB+ Sender
In DAB/DAB+ werden folgende Programme ausgestrahlt:
| Block              | Programme | ERP (in kW) | Antennen- diagramm rund (ND), gerichtet (D) | Gleichwellennetz (SFN) |
| ------------------ | --- | ----------- | ------------------------------------------- | --- |
| 10B RAS1-DAB       | - Rai Radio 1 TAA - Rai Radio 2 TAA - Rai Radio 3 - Rai Südtirol - Bayern 3 - BR-Klassik - BR24 - Deutschlandfunk Kultur - Die Maus - Radio Swiss Classic - Radio Swiss Pop | 0,5         | V                                           | - Südtirol: Aberstückl, Abtei, Antholz Mittertal, Barbian (Lajen), Brenner, Brixen (Plose), Eggental (Rauth), Enneberg, Franzensfeste (Mittewald), Freienfeld, Graun im Vinschgau, Grödnertal, Grödner Joch (Wolkenstein), Gsies, Hühnerspiel, Kardaun, Kastelruth, Kematen (Pfitscher Tal), Kronplatz, Kurzras, Lüsen (Oberhaus-Hof), Luttach, Mals, Melag (Pratzen), Meran (Mut), Meransen, Moos in Passeier, Mühlwald, Neumarkt (Laag), Obervinschgau, Pens (Hohe Scheibe), Pfelders (Passeiertal), Pfunders, Pragser Tal, Prettau, Proveis, Ratschings, Rein in Taufers, Ritten, Sarnthein, Schlinig, Seis (St. Konstantin), St. Gertraud, St. Leonhard in Passeier, St. Martin im Kofel, St. Pankraz, Sterzing (Rosskopf), Sulden, Toblach (Scheibeneck), Unser Frau in Schnals, Welschellen, Wengen - Trentino: Penegal, Paganella |
| 10C DABMEDIA       | - Radio 2000 - 80 DAB - Radio Gherdëina Dolomites - Radio Edelweiss - Die Antenne - Radio Dolomiti - Radio Grüne Welle - Radio Sacra Famiglia - Radio Tirol (Südtirol) - Radio Maria Südtirol - Südtirol 1 - ERF Südtirol - StadtRadio Meran - Radio Holiday - Radio Italia Anni 60                    | 0,5         | V                                           | - Südtirol: Aberstückl, Abtei, Antholz Mittertal, Barbian (Lajen), Brenner, Brixen (Plose), Enneberg, Franzensfeste (Mittewald), Freienfeld, Graun im Vinschgau, Grödnertal, Grödner Joch (Wolkenstein), Gsies, Hühnerspiel, Kardaun, Kastelruth, Kematen (Pfitscher Tal), Kronplatz, Kurzras, Lüsen (Oberhaus-Hof), Luttach, Mals, Melag (Pratzen), Meran (Mut), Meransen, Moos in Passeier, Mühlwald, Neumarkt, Obervinschgau, Pens (Hohe Scheibe), Pfelders (Passeiertal), Pfunders, Pragser Tal, Prettau, Proveis, Ratschings, Rein in Taufers, Ritten, Sarnthein, Schlinig, Seis (St. Konstantin), St. Gertraud, St. Leonhard in Passeier, St. Martin im Kofel, St. Pankraz, Sterzing (Rosskopf), Sulden, Toblach (Scheibeneck), Unser Frau in Schnals, Welschellen, Wengen - Trentino: Penegal, Paganella                          |
| 10D RAS2-DAB       | - Ö1 - ORF Tirol - Ö3 - FM4 - Bayern 1 OBB - Bayern 2 - BR Heimat - Deutschlandfunk Nova - Radio Rumantsch - Rete Due - Radio Swiss Jazz | 0,5         | V                                           | - Südtirol: Aberstückl, Abtei, Antholz Mittertal, Barbian (Lajen), Brenner, Brixen (Plose), Eggental (Rauth), Enneberg, Franzensfeste (Mittewald), Freienfeld, Graun im Vinschgau, Grödnertal, Grödner Joch (Wolkenstein), Gsies, Hühnerspiel, Kardaun, Kastelruth, Kematen (Pfitscher Tal), Kronplatz, Kurzras, Lüsen (Oberhaus-Hof), Luttach, Mals, Melag (Pratzen), Meran (Mut), Meransen, Moos in Passeier, Mühlwald, Neumarkt (Laag), Obervinschgau, Pens (Hohe Scheibe), Pfelders (Passeiertal), Pfunders, Pragser Tal, Prettau, Proveis, Ratschings, Rein in Taufers, Ritten, Sarnthein, Schlinig, Seis (St. Konstantin), St. Gertraud, St. Leonhard in Passeier, St. Martin im Kofel, St. Pankraz, Sterzing (Rosskopf), Sulden, Toblach (Scheibeneck), Unser Frau in Schnals, Welschellen, Wengen - Trentino: Penegal, Paganella |
| 12A EuroDab Italia | - RVaticana Ita + - RTL 102.5 - Radio Italia SMI - Radio Libertà - RadioFreccia - RTL 102.5 news - RTL 102.5 r&j - RTL 102.5 best - RadioZeta - KISSKISS - RTL 102.5 b&s - RadioItaliaTrend - RMC - Virgin Radio - SUBASIO XL - RTL 102.5 napulè - RTL 102.5 doc - inBlu 2000 - 105 - BBC WorldService | 0,32        | V                                           | - Südtirol: Barbian (Lajen), Brixen (Plose), Freienfeld, Kronplatz, Meran (Mut), Toblach (Scheibeneck) - Trentino: Penegal, Riva del Garda (Monte Brione), Rovereto (Monte Finochio), Paganella |
| 12C DAB Italia     | - Radio Radicale - RR News - R101 - Deejay - Capital - Capital Funky - Deejay 30 Songs - M DUE O - M DUE O DANCE - Radio 24 - *RDS* - *RDS* Relax - Radio Maria - RMALB.IA - Radio 24 +1 - SERIE A con RDS - 105 DAB - ACI Radio                                                                       | 0,5         | V                                           | - Südtirol: Brixen (Plose), Freienfeld, Meran (Mut) - Trentino: Penegal |

## DVB-T Programme
- Boing, Cartoonito, ClassTv, Coming Soon Television, QVC, TOPCrime, Mediaset Italia Due, Mediaset Extra	Fernsehen	36 H	digital
- ORF1 HD, ORF2 HD, Das Erste HD	Diese Programme werden auf Kanal 59 H ausgestrahlt
- ORF1, ORF2, ORFIII, Das Erste, ZDF, 3sat Diese Programme werden auf Kanal 34 H ausgestrahlt.
- Premium, Canale 5 HD Dieses Programm werden auf Kanal 52 H ausgestrahlt.
- Rai 1, Rai 2, Rai 3 TGR Alto Adige, Rai News, RAI 3 Südtirol, Rai Radio 1, Rai Radio 2, Rai Radio 3, RAI Südtirol Diese Programme werden auf Kanal 22 H ausgestrahlt.
- Rete 4, Canale 5, Italia 1, La 5, TGCOM 24, Iris Diese Programme werden auf Kanal 49 H ausgestrahlt.
- SRF1 HD, SRF2 HD, ZDF HD Diese Programme werden auf Kanal 27 H ausgestrahlt.
- SRF1, SRFzwei, BR, Kika, arte, RSI La1 Diese Programme werden auf Kanal 51 H ausgestrahlt.

## Sendegebiet
Das Sendegebiet reicht von Freienfeld bis nach Gossensaß und den Großraum Sterzing ab.